# Decret de convocatòria de la consulta popular no referendària sobre el futur polític de Catalunya
El decret de convocatòria de la consulta popular no referendària sobre el futur polític de Catalunya és un decret promulgat pel president de la Generalitat de Catalunya el 27 de setembre de 2014 amb l'objectiu de convocar una consulta popular sobre la independència de Catalunya.
El marc legal en el qual s'empara el decret és l'Estatut d'Autonomia de Catalunya de 2006, la Llei de consultes populars no referendàries i d'altres formes de participació ciutadana de 26 de setembre de 2014. D'altra banda, la consulta compta amb el suport de la major part de les institucions locals atès que 920 ajuntaments, 36 consells comarcals, el Consell General d'Aran i 4 diputacions han aprovat mocions a favor de la convocatòria de la consulta.
La sol·licitud del Parlament de Catalunya al Congrés dels Diputats espanyol per tal que fos transferida la competència de convocar el referèndum al Govern de Catalunya fou refusada. Aquest refús, així com la negativa del govern espanyol a convocar qualsevol mena de consulta similar, provocà que la Generalitat de Catalunya convoqués la consulta sota l'empara de la llei de consultes populars no referendàries i d'altres formes de participació ciutadana, aprovada pel Parlament de Catalunya. El 29 de setembre de 2014 el Tribunal Constitucional d'Espanya decidí admetre a tràmit un recurs del Govern Espanyol i ordenà la suspensió cautelar de la Llei de consultes i la convocatòria de la consulta.
La difusió institucional de la consulta començà el 27 de setembre mitjançant l'emissió d'un anunci informatiu emès en diferents mitjans audiovisuals. Tanmateix, i a conseqüència de la impugnació de la consulta per part del Govern d'Espanya, el 4 d'octubre el Govern de Catalunya inicià una campanya informant de la suspensió cautelar de la consulta.

## Contingut del decret

### Data i electors
D'acord amb el decret de convocatòria, el dia de la votació presencial era el 9 de novembre de 2014. I durant el període del 20 al 25 d'octubre de 2014, s'habilita la votació anticipada per dipòsit per a col·lectius específics.
El cens de les consulta està format per les persones majors de 16 anys que:
- Tinguin la condició política de catalans. És a dir, els catalans empadronats en un municipi de Catalunya i els catalans residents a l'estranger que hagin tingut com a darrer veïnatge administratiu el català i els descendents que mantinguin la condició política de català. Els catalans residents a l'estranger han d'estar inscrits, amb anterioritat a la data de la convocatòria de la consulta en el Registre de catalans i catalanes residents a l'exterior.
- Siguin nacionals d'estats membres de la Unió Europea, inscrits en Registre de la població de Catalunya, que acreditin un any de residència continuada immediatament anterior a la convocatòria de la consulta.
- Siguin nacionals de tercers estats, inscrits en Registre de la població de Catalunya, que acreditin residència durant un període continuat de tres anys immediatament anterior a la convocatòria de la consulta.

### La pregunta
L'acord entre els diferents partits polítics sobre la consulta estableix la realització d'una pregunta amb dos apartats: «Vol que Catalunya esdevingui un Estat?» i «En cas afirmatiu, vol que aquest Estat sigui independent?».
Tanmateix, el Consell Assessor per a la Transició Nacional en el seu informe sobre la consulta conclogué que «des de la perspectiva de la claredat i de la facilitat per implementar els resultats la fórmula més apropiada és la de la pregunta directa sobre el vot favorable o no que Catalunya esdevingui un Estat independent.» De fet, són nombroses les fonts que estableixen que la pregunta ha d'ésser clara i no induir a error: el Codi de Bones Pràctiques sobre Referèndums adoptat per la Comissió de Venècia, la llei de consultes populars per via de referèndum, entre d'altres.

#### Definició d'Estat
En els dos apartats de la pregunta, la paraula Estat ha d'anar escrita amb majúscula segons han manifestat i recalcat els mateixos impulsors de la consulta. En aquest sentit, Artur Mas durant la presentació de l'acord afirmà: «escrit, Estat, òbviament en majúscules». El mot estat sense majúscules és genèrica i polisèmica, en canvi, la paraula Estat en majúscula és sinònim d'estat independent tant des del punt de vista filològic, com des de l'ús en dret, com també des de l'ús periodístic.
El diccionari normatiu i referència de la llengua catalana fa una definició genèrica d'estat i afirma que l'ús en el lèxic comú és:
| «                                            | Forma d'organització política caracteritzada per l'existència d'un territori delimitat, una població definida i una autoritat que s'atribueix un poder indiscutible sobre els dos elements anteriors. | » |
| — Diccionari de la llengua catalana de l'IEC | |   |

Tanmateix, el Centre de Terminologia precisa aquesta definició i afirma que per referir-se a un subjecte de dret internacional dotat de plena sobirania hi ha la tendència a escriure-ho en majúscula, no només en català sinó també en altres llengües.
| «                                | Subjecte de dret internacional dotat d'un territori, una població, una organització política i plena sobirania. Nota: En àmbits especialitzats, hi ha tendència a escriure sempre aquest terme en majúscula inicial, tant en català com en les altres llengües. | » |
| — Centre de Terminologia TERMCAT | |   |

Des del punt de vista periodístic se segueix el criteri assenyalat pel TERMCAT i s'afirma que:
| «                                 | Els estats que componen una federació, per exemple, els dels Estats Units, s'escriuen amb minúscula: l'estat de Califòrnia | » |
| — Llibre d'estil de La Vanguardia | |   |

### Sistema de garanties
El sistema de garanties de la consulta té la finalitat de garantir la fiabilitat, la transparència, la neutralitat i l'objectivitat del procés de consulta, així com l'acompliment de la normativa que li és aplicable. El sistema de garanties està integrat per la Comissió de Control, les comissions de seguiment i les meses de consulta.
La Comissió de Control és l'òrgan administratiu que actua amb plena autonomia i independència responsable de supervisar la consulta i encarregat de vetllar perquè la consulta s'ajusti als principis, les regles i els requisits que estableix la llei de consultes i les regles específiques de la convocatòria. Aquesta comissió està formada per set juristes i politòlegs de prestigi reconegut designats pel ple del Parlament de Catalunya per majoria de tres cinquenes parts. La comissió de seguiment és l'òrgan encarregat de vetllar el correcte desenvolupament del procés de consulta, en el seu àmbit territorial, d'acord amb el qual estableixen les normes reguladores del procés i sota els principis de fiabilitat, transparència, neutralitat i objectivitat. En concret es constitueixen set comissions de seguiment: Alt Pirineu i Aran, Barcelona, Catalunya Central, Girona, Lleida, Camp de Tarragona i Terres de l'Ebre. La mesa electoral és l'òrgan davant els quals s'efectua la votació en les seves modalitats de votació presencial ordinària i de votació electrònica presencial. Els membres de les meses són designats mitjançant sorteig per part de l'administració de la Generalitat.